# Przyrząd chemika zwiadowcy PChR-54
Przyrząd chemika zwiadowcy PChR-54 – przyrząd rozpoznania bojowych środków trujących używany w Wojsku Polskim.

## Charakterystyka przyrządu
W 1963 na potrzeby Wojska Polskiego uruchomiono licencyjną produkcję przyrządu chemika zwiadowcy PChR-54. Już w początkowej fazie produkcji dokonano jednak istotnych modernizacji. W niektórych rurkach wskaźnikowych wykorzystano inne reakcje chemiczne, pozwalające zwiększyć czułość reakcji chemicznych. Zmniejszono masę przyrządu i wprowadzono do jego wyposażenia ocieplacz do rurek wskaźnikowych. W 1968 dokonano dodatkowej modernizacji przyrządu do standardu PChR-54M. Polegała ona na wycofaniu rurki wskaźnikowej z jednym czerwonym paskiem oraz słoików do pobierania próbek skażonych materiałów. Przyrząd stał się podstawowym przyrządem rozpoznania skażeń wszystkich pododdziałów szczebla kompanii oraz drużyn rozpoznania skażeń. Do 1964 rurki wskaźnikowe były importowane lub produkowane w oparciu o licencję z ZSRR. Później produkowano je w przedsiębiorstwie Polskie Odczynniki Chemiczne w Gliwicach.

Następcą przyrządu chemika zwiadowcy PChR-54 jest jego nowsza wersja PChR-54M.

## Ukompletowanie przyrządów w rurki wskaźnikowe
| Typ      | Oznakowanie                       | Rodzaj środka trującego                          |
| -------- | --------------------------------- | ------------------------------------------------ |
| PChR-54  | Jeden czerwony pierścień          | Fosforoorganiczne środki trujące (np. sarin)     |
| PChR-54  | Jeden żółty pierścień             | Iperyt siarkowy                                  |
| PChR-54  | Dwa żółte pierścienie             | Iperyt azotowy                                   |
| PChR-54  | Trzy żółte pierścienie            | Luizyt                                           |
| PChR-54  | Jeden zielony pierścień           | Fosgen, difosgen                                 |
| PChR-54  | Dwa zielone pierścienie           | Chlorocyjan                                      |
| PChR-54  | Jeden biały pierścień             | Chloroacetofon                                   |
| PChR-54  | Dwa białe pierścienie             | Adamsyt                                          |
| PChR-54M | Jeden żółty pierścień             | Iperyt                                           |
| PChR-54M | Jeden czerwony pierścień z kropką | Fosforoorganiczne środki trujące                 |
| PChR-54M | Trzy zielone pierścienie          | Fosgen i difosgen oraz cyjanowodór i chlorocyjan |